# Isacantha inculta
Isacantha inculta is een keversoort uit de familie Belidae. De wetenschappelijke naam van de soort is voor het eerst geldig gepubliceerd in 1889 door Arthur Sidney Olliff. De soort komt voor op Lord Howe-eiland.